# Fátima Padinha
Fátima Padinha (1958), também conhecida por Fá, foi uma das fundadoras da primeira girls band portuguesa Doce.
A sua vida e carreira enquanto membro da banda foi retratada no filme Bem Bom, da realizadora Patrícia Sequeira, que estreou nos cinemas portugueses em julho de 2021.
É mãe da cantora de ópera e fado, Catarina Padinha.

## Percurso
Fátima Padinha e Teresa Miguel, vindas dos extintos Gemini, criam as Doce em 1979, em conjunto com Laura Diogo e Lena Coelho, e lançam, em 1980, o primeiro single Amanhã de Manhã, composto por Tozé Brito e Mike Sargeant. Nesse mesmo ano, levam ao Festival da Canção o tema homónimo Doce, que venceu o segundo lugar e lançou a banda para o horário nobre da televisão portuguesa.
Em 1981, as Doce marcaram e repetiram presença em muitos programas de entretenimento televisivo como “Eu Show Nico” ou “Passeio dos Alegres”.
Mas, ainda em 1981, com a sua segunda ida ao Festival da Canção, ao som de Ali-Babá, as Doce sofrem as maiores críticas do público, pelas roupas de odaliscas utilizadas na atuação. O júri composto de “professores primários, presidentes de juntas de freguesia e padres” relegou o grupo para quarto lugar (atrás de Carlos Paião, José Cid e Maria Guinot). Ainda assim, o single tornou-se um dos maiores êxitos do Festival da Canção.
Na edição de 1982 do Festival da Canção, o quarteto, com look de mosqueteiras, conquista o primeiro lugar com Bem Bom, o que lhes possibilita representar Portugal no Festival da Eurovisão. Aí, a classificação foi bastante mais modesta: um 13º lugar. Ainda assim, as Doce conseguem alguns contratos internacionais, e lançam singles em espanhol e inglês.
Lena Coelho engravida, em 1985, e é substituída temporariamente por Ágata, entre maio e outubro desse ano. A banda recebe mais uns discos de platina: Quente Quente Quente ou O Barquinho da Esperança são sucessos, assim como “É Demais”, o segundo álbum do grupo. Ágata entrou definitivamente para as Doce após a saída de Fátima Padinha, em 1986.
Em 1986, Fátima Padinha concorre a solo ao Festival da Canção com Uma balada de amor. As Doce ainda duraram até 1987.
Com a saída da banda e a promessa falhada de uma carreira a solo, Fátima Padinha seguiu uma carreira longe das artes e do palco. É mãe de Joana e da cantora lírica Catarina Padinha, fruto do casamento com Pedro Passos Coelho.

## Reconhecimentos e Prémios
Em julho de 2021, estreou nos cinemas portugueses o filme "Bem Bom" de Patrícia Sequeira, sobre as historias de vida e da carreira das Doce, no qual Fátima Padinha é interpretada pela atriz Bárbara Branco.
Também em julho, foi emitido na RTP1 o documentário "Bem Bom - Realidade e Ficção" que revela os bastidores da produção do filme. A realizadora e as quatro protagonistas Bárbara Branco, Carolina Carvalho, Ana Marta Ferreira e Lia Carvalho falam da experiência vivida ao longo de toda a produção, desde os ensaios, passando pelas coreografias até aos intensos dias de rodagem. Em contraponto, as verdadeiras Doce, Fátima Padinha, Lena Coelho, Teresa Miguel e Laura Diogo, partilham momentos e testemunhos inéditos da sua carreira e das suas vidas.
Em outubro do mesmo ano, chegou a série, adaptada do filme, à RTP1 e RTP Play. Com uma forte componente musical, baseada em factos e depoimentos reais, a série acompanha todo o percurso da banda desde 1979 até ao fim da formação inicial.

## Ligações Externas
- IMDB - Filme "Bem Bom", de Patrícia Sequeira

- Documentário "Bem Bom - Realidade e Ficção" na RTP1